# Dryobalanops lanceolata
Dryobalanops lanceolata là một loài thực vật có hoa trong họ Dầu. Loài này được Burck mô tả khoa học đầu tiên năm 1887.